# Borussia Verein für Leibesübungen 1900 Mönchengladbach 1985-1986
Questa voce raccoglie le informazioni riguardanti il Borussia Verein für Leibesübungen 1900 Mönchengladbach nelle competizioni ufficiali della stagione 1985-1986.

## Stagione
Nella stagione 1985-1986 il Borussia Mönchengladbach, allenato da Jupp Heynckes, concluse il campionato di Bundesliga al 4º posto. In Coppa di Germania il Borussia Mönchengladbach fu eliminato al secondo turno dallo Schalke 04. In Coppa UEFA il Borussia Mönchengladbach fu eliminato agli ottavi di finale dal Real Madrid. Il capocannoniere della squadra fu Frank Mill con 13 gol.

## Rosa
| N. |                           | Ruolo | Calciatore         |
| -- | ------------------------- | ----- | ------------------ |
|    | Germania Ovest (bandiera) | P     | Uwe Kamps          |
|    | Germania Ovest (bandiera) | P     | Ulrich Sude        |
|    | Norvegia (bandiera)       | P     | Erik Thorstvedt    |
|    | Germania Ovest (bandiera) | D     | Ulrich Borowka     |
|    | Germania Ovest (bandiera) | D     | Hans-Günter Bruns  |
|    | Germania Ovest (bandiera) | D     | Hans-Georg Dreßen  |
|    | Germania Ovest (bandiera) | D     | Thomas Eichin      |
|    | Germania Ovest (bandiera) | D     | Michael Frontzeck  |
|    | Germania Ovest (bandiera) | D     | Wilfried Hannes    |
|    | Norvegia (bandiera)       | D     | Kai-Erik Herlovsen |
|    | Austria (bandiera)        | D     | Bernd Krauss       |
|    | Germania Ovest (bandiera) | D     | Thomas Krisp       |
|    | Danimarca (bandiera)      | C     | Peter Enevoldsen   |

| N. |                           | Ruolo | Calciatore            |
| -- | ------------------------- | ----- | --------------------- |
|    | Germania Ovest (bandiera) | C     | Joachim Gehrmann      |
|    | Germania Ovest (bandiera) | C     | Thomas Herbst         |
|    | Germania Ovest (bandiera) | C     | Christian Hochstätter |
|    | Germania Ovest (bandiera) | C     | Guido Hoffmann        |
|    | Germania Ovest (bandiera) | C     | Jörg Jung             |
|    | Germania Ovest (bandiera) | C     | André Winkhold        |
|    | Germania Ovest (bandiera) | A     | Christoph Budde       |
|    | Germania Ovest (bandiera) | A     | Hans-Jörg Criens      |
|    | Germania Ovest (bandiera) | A     | Ewald Lienen          |
|    | Germania Ovest (bandiera) | A     | Frank Mill            |
|    | Germania Ovest (bandiera) | A     | Heiko Nickel          |
|    | Germania Ovest (bandiera) | A     | Kurt Pinkall          |
|    | Germania Ovest (bandiera) | A     | Uwe Rahn              |

## Calciomercato

### Sessione estiva
| Acquisti | Acquisti         | Acquisti              | Acquisti |
| R.       | Nome             | da                    | Modalità |
| -------- | ---------------- | --------------------- | -------- |
| P        | Erik Thorstvedt  | Viking                |          |
| D        | Thomas Eichin    | Freiburger (juniores) |          |
| C        | Peter Enevoldsen | Aalborg               |          |
| C        | Guido Hoffmann   | TuS Höhenhaus         |          |
| C        | Jörg Jung        | Rheydter SV           |          |
| C        | André Winkhold   | Borussia Brand        |          |
| A        | Kurt Pinkall     | Beerschot             |          |

| Cessioni | Cessioni        | Cessioni      | Cessioni |
| R.       | Nome            | a             | Modalità |
| -------- | --------------- | ------------- | -------- |
| D        | Norbert Ringels | VVV-Venlo     |          |
| C        | Dieter Hecking  | Hessen Kassel |          |
| C        | Armin Veh       | Augusta       |          |

### Sessione invernale
| Acquisti | Acquisti | Acquisti | Acquisti |
| R.       | Nome     | da       | Modalità |
| -------- | -------- | -------- | -------- |

| Cessioni | Cessioni | Cessioni | Cessioni |
| R.       | Nome     | a        | Modalità |
| -------- | -------- | -------- | -------- |

## Risultati

### Bundesliga

#### Girone di andata
| Stoccarda 10 agosto 1985, ore 15:30 CEST 1ª giornata | Stoccarda | 0 – 0 referto | Borussia M'gladbach | Neckarstadion (31 000 spett.)\| Arbitro: \| Dellwing \| |
| Arbitro:                                             | Dellwing  |               |                     |                                                         |

| Arbitro: | Matheis |

|                                                  |           |  |
| Hannes 24’ (rig.) Dreßen 75’ Mill 83’ Criens 89’ | Marcatori |  |

| Arbitro: | Tritschler |

|                      |           |                          |
| Thomas 68’ Reich 75’ | Marcatori | 28’ Dreßen 37’, 60’ Mill |

| Arbitro: | Ermer |

|                      |           |  |
| Rahn 71’ Pinkall 81’ | Marcatori |  |

| Arbitro: | Werner |

|                                           |           |           |
| Magath 19’ Gründel 30’ Jakobs 39’ Lux 66’ | Marcatori | 72’ Bruns |

| Arbitro: | Gabor |

|                 |           |            |
| Rahn 67’ (rig.) | Marcatori | 62’ Dickel |

| Arbitro: | Theobald |

|                                  |           |                                          |
| Stenzel 75’ Grahammer 82’ (rig.) | Marcatori | 4’ Hochstätter 45’, 51’ Criens 84’ Bruns |

| Arbitro: | Kautschor |

|                                                         |           |             |
| Bruns 43’ Mill 47’, 76’ Hochstätter 62’ Rahn 64’ (rig.) | Marcatori | 87’ Demandt |

| Arbitro: | Osmers |

|                            |           |                 |
| Remark 19’, 28’ Walter 89’ | Marcatori | 27’ Hochstätter |

| Arbitro: | Assenmacher |

|                     |           |  |
| Mill 58’ Criens 89’ | Marcatori |  |

| Arbitro: | Schmidhuber |

|             |           |           |
| Sievers 27’ | Marcatori | 5’ Criens |

| Arbitro: | Wittke |

|                                   |           |  |
| Hannes 14’, 75’ (rig.) Criens 86’ | Marcatori |  |

| Arbitro: | Föckler |

|                          |           |                          |
| Răducanu 37’ Wegmann 84’ | Marcatori | 6’ Borowka 55’, 72’ Mill |

| Arbitro: | Neuner |

|                       |           |                    |
| Dreßen 58’ Herbst 71’ | Marcatori | 39’ Zechel 80’ Cha |

| Arbitro: | Brückner |

|                   |           |                            |
| Hannes 84’ (rig.) | Marcatori | 61’ Völler 66’ Burgsmüller |

| Arbitro: | Barnick |

|                |           |                   |
| Eðvaldsson 63’ | Marcatori | 14’ (rig.) Hannes |

| Arbitro: | Wiesel |

|                                    |           |                                     |
| Criens 8’, 25’ Rahn 58’ Dreßen 78’ | Marcatori | 71’ (rig.) Rummenigge 76’ Nachtweih |

#### Girone di ritorno
| Arbitro: | Umbach |

|            |           |               |
| Dreßen 63’ | Marcatori | 82’ Klinsmann |

| Arbitro: | Correll |

|                            |           |                      |
| Hannes 30’ (aut.) Thon 44’ | Marcatori | 43’ Rahn 75’ Pinkall |

| Arbitro: | Boos |

|                                                         |           |                                   |
| Hochstätter 28’ Dreßen 29’ Criens 51’ Hannes 75’ (rig.) | Marcatori | 24’ Surmann 65’ Thomas 69’ Schaub |

| Arbitro: | Scheuerer |

|                 |           |                                 |
| Hönnscheidt 87’ | Marcatori | 50’ Borowka 64’ Mill 86’ Dreßen |

| Arbitro: | Tritschler |

|               |           |              |
| Mill 68’, 74’ | Marcatori | 10’ Schröder |

| Arbitro: | Roth |

|  |           |                 |
|  | Marcatori | 26’, 85’ Criens |

| Arbitro: | Zimmermann |

|                                              |           |  |
| Hochstätter 28’ Mill 41’ (rig.) Winkhold 74’ | Marcatori |  |

| Arbitro: | Schütte |

|                              |           |  |
| Bockenfeld 77’ Holmqvist 87’ | Marcatori |  |

| Arbitro: | Gabor |

|                 |           |            |
| Hochstätter 45’ | Marcatori | 51’ Walter |

| Arbitro: | Kautschor |

|                      |           |                     |
| Kühn 53’ Leifeld 88’ | Marcatori | 26’ Criens 78’ Rahn |

| Arbitro: | Werner |

|          |           |             |
| Rahn 88’ | Marcatori | 27’ Sievers |

| Arbitro: | Ermer |

|            |           |             |
| Melzer 79’ | Marcatori | 74’ Pinkall |

| Arbitro: | Assenmacher |

|                            |           |            |
| Mill 25’ (rig.) Krauss 33’ | Marcatori | 50’ Storck |

| Arbitro: | Neuner |

|                                         |           |          |
| Winkhold 28’ (aut.) Zechel 32’ Waas 56’ | Marcatori | 74’ Rahn |

| Arbitro: | Neuner |

|              |           |                 |
| Neubarth 63’ | Marcatori | 73’ Hochstätter |

| Arbitro: | Wahmann |

|          |           |                               |
| Rahn 84’ | Marcatori | 50’ Kirchhoff 73’ Guðmundsson |

| Arbitro: | Wiesel |

|                                                          |           |  |
| Matthäus 1’ Hoeneß 25’, 58’ Wohlfarth 48’, 80’ Mathy 64’ | Marcatori |  |

### Coppa di Germania
| Arbitro: | Zimmermann |

|                        |           |                                                 |
| Allievi 20’ Kunkel 25’ | Marcatori | 3’ Lienen 6’ Bruns 31’ Dreßen 40’ Mill 82’ Rahn |

| Arbitro: | Roth |

|                                      |           |         |
| Täuber 25’ Jakobs 45’ Kleppinger 75’ | Marcatori | 8’ Rahn |

### Coppa UEFA
| Arbitro: | Moffatt |

|          |           |             |
| Mill 59’ | Marcatori | 73’ Łukasik |

| Arbitro: | Helén |

|  |           |                                    |
|  | Marcatori | 34’ (aut.) Niewiadomski 77’ Lienen |

| Arbitro: | Martínez |

|               |           |             |
| Riekerink 46’ | Marcatori | 58’ Pinkall |

| Arbitro: | Fredriksson |

|                                                 |           |               |
| Rahn 12’, 14’ Pinkall 34’ Herbst 67’ Criens 89’ | Marcatori | 38’ Diliberto |

| Arbitro: | Agnolin |

|                                                       |           |              |
| Mill 36’ Salguero 40’ (aut.) Rahn 55’, 59’ Lienen 85’ | Marcatori | 69’ Gordillo |

| Arbitro: | McGinlay |

|                                     |           |  |
| Valdano 6’, 19’ Santillana 77’, 88’ | Marcatori |  |

## Statistiche

### Statistiche di squadra
| Competizione      | Punti | In casa | In casa | In casa | In casa | In casa | In casa | In trasferta | In trasferta | In trasferta | In trasferta | In trasferta | In trasferta | Totale | Totale | Totale | Totale | Totale | Totale | DR  |
| Competizione      | Punti | G       | V       | N       | P       | Gf      | Gs      | G            | V            | N            | P            | Gf           | Gs           | G      | V      | N      | P      | Gf     | Gs     | DR  |
| ----------------- | ----- | ------- | ------- | ------- | ------- | ------- | ------- | ------------ | ------------ | ------------ | ------------ | ------------ | ------------ | ------ | ------ | ------ | ------ | ------ | ------ | --- |
| Bundesliga        | 42    | 17      | 10      | 5       | 2       | 39      | 18      | 17           | 5            | 7            | 5            | 26           | 33           | 34     | 15     | 12     | 7      | 65     | 51     | +14 |
| Coppa di Germania | -     | 0       | 0       | 0       | 0       | 0       | 0       | 2            | 1            | 0            | 1            | 6            | 5            | 2      | 1      | 0      | 1      | 6      | 5      | +1  |
| Coppa UEFA        | -     | 3       | 2       | 1       | 0       | 11      | 3       | 3            | 1            | 1            | 1            | 3            | 5            | 6      | 3      | 2      | 1      | 14     | 8      | +6  |
| Totale            | 42    | 20      | 12      | 6       | 2       | 50      | 21      | 22           | 7            | 8            | 7            | 35           | 43           | 42     | 19     | 14     | 9      | 85     | 64     | +21 |

### Andamento in campionato
| Giornata  | 1  | 2 | 3 | 4 | 5 | 6 | 7 | 8 | 9 | 10 | 11 | 12 | 13 | 14 | 15 | 16 | 17 | 18 | 19 | 20 | 21 | 22 | 23 | 24 | 25 | 26 | 27 | 28 | 29 | 30 | 31 | 32 | 33 | 34 |
| --------- | -- | - | - | - | - | - | - | - | - | -- | -- | -- | -- | -- | -- | -- | -- | -- | -- | -- | -- | -- | -- | -- | -- | -- | -- | -- | -- | -- | -- | -- | -- | -- |
| Luogo     | T  | C | T | C | T | C | T | C | T | C  | T  | C  | T  | C  | C  | T  | C  | C  | T  | C  | T  | C  | T  | C  | T  | C  | T  | C  | T  | C  | T  | T  | C  | T  |
| Risultato | N  | V | V | V | P | N | V | V | P | V  | N  | V  | V  | N  | P  | N  | V  | N  | N  | V  | V  | V  | V  | V  | P  | N  | N  | N  | N  | V  | P  | N  | P  | P  |
| Posizione | 12 | 3 | 2 | 2 | 4 | 4 | 3 | 3 | 2 | 2  | 2  | 2  | 1  | 2  | 2  | 4  | 2  | 3  | 3  | 3  | 3  | 3  | 2  | 2  | 3  | 3  | 3  | 3  | 3  | 3  | 3  | 3  | 4  | 4  |

Legenda:

Luogo: C = Casa; T = Trasferta. Risultato: V = Vittoria; N = Pareggio; P = Sconfitta.

### Statistiche dei giocatori
| Giocatore      | Bundesliga | Bundesliga | Bundesliga  | Bundesliga | Coppa di Germania | Coppa di Germania | Coppa di Germania | Coppa di Germania | Coppa UEFA | Coppa UEFA | Coppa UEFA  | Coppa UEFA | Totale   | Totale | Totale      | Totale     |
| Giocatore      | Presenze   | Reti       | Ammonizioni | Espulsioni | Presenze          | Reti              | Ammonizioni       | Espulsioni        | Presenze   | Reti       | Ammonizioni | Espulsioni | Presenze | Reti   | Ammonizioni | Espulsioni |
| -------------- | ---------- | ---------- | ----------- | ---------- | ----------------- | ----------------- | ----------------- | ----------------- | ---------- | ---------- | ----------- | ---------- | -------- | ------ | ----------- | ---------- |
| U. Borowka     | 29         | 2          | 5           | 0          | 1                 | 0                 | 0                 | 0                 | 6          | 0          | 0           | 0          | 36       | 2      | 5           | 0          |
| H. Bruns       | 30         | 3          | 5           | 1          | 2                 | 1                 | 1                 | 0                 | 3          | 0          | 0           | 0          | 35       | 4      | 6           | 1          |
| C. Budde       | 3          | 0          | 1           | 0          | 0                 | 0                 | 0                 | 0                 | 1          | 0          | 0           | 0          | 4        | 0      | 1           | 0          |
| H. Criens      | 32         | 12         | 3           | 0          | 2                 | 0                 | 0                 | 0                 | 5          | 1          | 0           | 0          | 39       | 13     | 3           | 0          |
| H. Dreßen      | 24         | 7          | 5           | 0          | 2                 | 1                 | 1                 | 0                 | 5          | 0          | 0           | 0          | 31       | 8      | 6           | 0          |
| T. Eichin      | 0          | 0          | 0           | 0          | 0                 | 0                 | 0                 | 0                 | 0          | 0          | 0           | 0          | 0        | 0      | 0           | 0          |
| P. Enevoldsen  | 0          | 0          | 0           | 0          | 0                 | 0                 | 0                 | 0                 | 0          | 0          | 0           | 0          | 0        | 0      | 0           | 0          |
| M. Frontzeck   | 28         | 0          | 4           | 0          | 1                 | 0                 | 0                 | 0                 | 6          | 0          | 0           | 0          | 35       | 0      | 4           | 0          |
| J. Gehrmann    | 0          | 0          | 0           | 0          | 0                 | 0                 | 0                 | 0                 | 0          | 0          | 0           | 0          | 0        | 0      | 0           | 0          |
| W. Hannes      | 21         | 6          | 5           | 0          | 2                 | 0                 | 0                 | 0                 | 4          | 0          | 0           | 0          | 27       | 6      | 5           | 0          |
| T. Herbst      | 19         | 1          | 1           | 0          | 1                 | 0                 | 0                 | 0                 | 3          | 1          | 0           | 0          | 23       | 2      | 1           | 0          |
| K. Herlovsen   | 12         | 0          | 4           | 0          | 2                 | 0                 | 1                 | 0                 | 6          | 0          | 0           | 0          | 20       | 0      | 5           | 0          |
| C. Hochstätter | 26         | 7          | 3           | 0          | 0                 | 0                 | 0                 | 0                 | 3          | 0          | 0           | 0          | 29       | 7      | 3           | 0          |
| G. Hoffmann    | 1          | 0          | 0           | 0          | 0                 | 0                 | 0                 | 0                 | 0          | 0          | 0           | 0          | 1        | 0      | 0           | 0          |
| J. Jung        | 1          | 0          | 0           | 0          | 0                 | 0                 | 0                 | 0                 | 0          | 0          | 0           | 0          | 1        | 0      | 0           | 0          |
| U. Kamps       | 1          | -?         | 0           | 0          | 0                 | 0                 | 0                 | 0                 | 0          | 0          | 0           | 0          | 1        | 0+     | 0           | 0          |
| B. Krauss      | 16         | 1          | 4           | 0          | 1                 | 0                 | 0                 | 0                 | 2          | 0          | 0           | 0          | 19       | 1      | 4           | 0          |
| T. Krisp       | 17         | 0          | 1           | 0          | 1                 | 0                 | 0                 | 0                 | 4          | 0          | 0           | 0          | 22       | 0      | 1           | 0          |
| E. Lienen      | 32         | 0          | 2           | 0          | 2                 | 1                 | 0                 | 0                 | 6          | 2          | 0           | 0          | 40       | 3      | 2           | 0          |
| F. Mill        | 30         | 13         | 4           | 0          | 2                 | 1                 | 0                 | 0                 | 5          | 2          | 0           | 0          | 37       | 16     | 4           | 0          |
| H. Nickel      | 0          | 0          | 0           | 0          | 0                 | 0                 | 0                 | 0                 | 0          | 0          | 0           | 0          | 0        | 0      | 0           | 0          |
| K. Pinkall     | 21         | 3          | 1           | 0          | 1                 | 0                 | 0                 | 0                 | 3          | 2          | 0           | 0          | 25       | 5      | 1           | 0          |
| U. Rahn        | 28         | 9          | 3           | 0          | 2                 | 2                 | 0                 | 0                 | 6          | 4          | 0           | 0          | 36       | 15     | 3           | 0          |
| U. Sude        | 25         | -?         | 1           | 0          | 2                 | -5                | 0                 | 0                 | 6          | -8         | 0           | 0          | 33       | -13+   | 1           | 0          |
| E. Thorstvedt  | 9          | -?         | 0           | 1          | 0                 | -0                | 0                 | 0                 | 0          | -0         | 0           | 0          | 9        | -0+    | 0           | 1          |
| A. Winkhold    | 27         | 1          | 4           | 0          | 2                 | 0                 | 0                 | 0                 | 2          | 0          | 0           | 0          | 31       | 1      | 4           | 0          |